# Jefferson Airplane Takes Off
Jefferson Airplane Takes Off – debiutancki album zespołu Jefferson Airplane, wydany w sierpniu 1966 roku. Płyta przedstawia w większości proste, tradycyjne rockowe brzmienie, którego podstawą były folk i blues. W niektórych fragmentach albumu słychać charakterystyczną dla późniejszej twórczości zespołu stylistykę pełną specyficznych rozwiązań melodycznych, typową dla rocka psychodelicznego.

## Lista utworów
| Nr  | Tytuł utworu             | Autorzy                          | Długość |
| --- | ------------------------ | -------------------------------- | ------- |
| 1.  | „Blues From An Airplane” | Alex Spence, Marty Balin         | 2:10    |
| 2.  | „Let Me In”              | Paul Kantner, Balin              | 2:55    |
| 3.  | „Bringing Me Down”       | Kantner, Balin                   | 2:22    |
| 4.  | „It's No Secret”         | Balin                            | 2:37    |
| 5.  | „Tobacco Road”           | John D. Loudermilk, Warnick Clay | 3:26    |
| 6.  | „Come Up The Years”      | Balin, Kantner                   | 2:30    |
| 7.  | „Run Around”             | Balin, Kantner                   | 2:35    |
| 8.  | „Let's Get Together”     | Chet Powers                      | 3:32    |
| 9.  | „Don't Slip Away”        | Balin                            | 2:31    |
| 10. | „Chauffeur Blues”        | Lester Melrose                   | 2:25    |
| 11. | „And I Like It”          | Jorma Kaukonen, Balin            | 3:16    |
|     |                          |                                  | 30:19   |

Opracowano na podstawie materiału źródłowego.

## Wykonawcy
- Signe Anderson - śpiew
- Marty Balin - śpiew, gitara elektryczna
- Paul Kantner - gitara rytmiczna
- Jorma Kaukonen - gitara prowadząca
- Jack Casady - gitara basowa
- Alex Spence - perkusja

Utworzono na podstawie materiału źródłowego.